# Wolfgang Güldenpfennig
Wolfgang Güldenpfennig, (född: 20 december 1951 i Magdeburg), är en före detta östtysk tävlingsroddare. Güldenpfennig tävlade för sportklubben SC Magdeburg. Han vann OS-brons i München 1972 i singelsculler och OS-guld i  Montreal 1976 i scullerfyra.